# 카사칸디텔라
카사칸디텔라(이탈리아어: Casacanditella)는 이탈리아 아브루초주 키에티도에 있는 코무네이다.